# إثيونين
الإيثيونين هو حمض أميني غير بروتيني مرتبط هيكليًا بالميثيونين، مع وجود مجموعة إيثيل بدلاً من مجموعة الميثيل.
الإيثيونين هو مضاد للأيض ومضاد للميثيونين. 
ويمنع دمج الأحماض الأمينية في البروتينات ويتداخل مع الاستخدام الخلوي لثلاثي فوسفات الأدينوزين (ATP). وبسبب هذه التأثيرات الدوائية، فإن الإثيونين سام للغاية وهو مادة مسرطنة قوية.
وجد أن الإيثيونين موجود بشكل طبيعي في اللب الصالح للأكل من فاكهة الدوريان، ويُفترض أنه مادة أولية حيوية للإيثانثيول وغيره من المواد ذات الروائح القوية الموجودة في الفاكهة.